# Best+
『Best+』（ベストプラス）は、日本のロックバンド、シュノーケルのベスト・アルバム。2009年9月16日にSME Recordsより発売された。

## 解説
2004年に結成し、2005年にメジャーデビューを果たしたシュノーケルにとって初のベスト・アルバム。
2005年から2008年までに発売された全シングル曲に、アルバムからの人気曲、インディーズ時代の楽曲である「無能の人」「空穴」、スプリット・シングル収録の「ラプソディ」、新曲「一筋縄」「蛍」など全16曲を収録。なお、全シングルのカップリング曲とスプリット・シングル『A SIDE SPLIT Vol.3 〜snow field〜』収録の「シンプルプラン」は未収録となった。また、7thシングルとして発売された「奇跡」は、2ndアルバム『EQ』に収録のアルバム・バージョンでの収録である為、シングル・バージョンは未収録となっている。
初回生産限定盤と通常盤の2形態で発売。初回生産限定盤に付属のDVDには、これまで発表した全てのミュージック・ビデオ全9作品とライブ映像1曲が収録されており、シュノーケルの楽曲のライブが映像化された初の例である。
なおシュノーケルは2010年3月で一度活動休止したため、活動休止前最後のリリース作品となる。

## 収録曲
| 全作曲: 西村晋弥。 |                                      |                   |            |                              |      |
| #                  | タイトル                             | 作詞              | 作曲・編曲 | 編曲                         | 時間 |
| 1.                 | 「天気予報」                         | 西村晋弥          | 西村晋弥   | シュノーケル 上田ケンジ      | 5:18 |
| 2.                 | 「レコード」(SNOWKEL SNORKEL mix)    | 西村晋弥          | 西村晋弥   | シュノーケル 上田ケンジ      | 5:04 |
| 3.                 | 「ナツカゼ」                         | 西村晋弥 榊原智子 | 西村晋弥   | シュノーケル 松岡モトキ      | 3:18 |
| 4.                 | 「大きな水たまり」                   | 西村晋弥          | 西村晋弥   | シュノーケル 上田ケンジ      | 5:17 |
| 5.                 | 「一筋縄」                           | 橋本絵莉子        | 西村晋弥   | シュノーケル 河野圭          | 4:54 |
| 6.                 | 「ラプソディ」                       | 西村晋弥          | 西村晋弥   | シュノーケル 上田ケンジ      | 4:27 |
| 7.                 | 「波風サテライト」                   | 西村晋弥          | 西村晋弥   | シュノーケル 上田ケンジ      | 4:11 |
| 8.                 | 「空穴」                             | 西村晋弥          | 西村晋弥   | シュノーケル 上田ケンジ      | 3:42 |
| 9.                 | 「Bye-Bye × Hello」                  | 西村晋弥          | 西村晋弥   | - 竹内純（ストリングス編曲） | 4:05 |
| 10.                | 「蛍」                               | 西村晋弥          | 西村晋弥   | シュノーケル 會田茂一        | 4:44 |
| 11.                | 「100,000hp」                        | 西村晋弥          | 西村晋弥   | シュノーケル tasuku          | 4:14 |
| 12.                | 「solar wind」                       | 西村晋弥          | 西村晋弥   | シュノーケル tasuku          | 3:43 |
| 13.                | 「旅人ビギナー」                     | 西村晋弥          | 西村晋弥   | シュノーケル 河野圭          | 4:44 |
| 14.                | 「奇跡」(EQ Version)                 | 西村晋弥          | 西村晋弥   | シュノーケル tasuku          | 5:56 |
| 15.                | 「エスパー」                         | 西村晋弥          | 西村晋弥   | シュノーケル 河野圭          | 4:12 |
| 16.                | 「無能の人」(from the e.p "snowkel") | 西村晋弥          | 西村晋弥   | シュノーケル                 | 4:34 |
| 合計時間:          | 合計時間:                            | 合計時間:         | 合計時間:  | 72:23                        |      |

| #   | タイトル                                                 | 作詞 | 作曲・編曲 | 監督         |
| --- | -------------------------------------------------------- | ---- | ---------- | ------------ |
| 1.  | 「レコード (SNOWKEL SNORKEL mix)」                       |      |            | 渡辺慶将     |
| 2.  | 「大きな水たまり」                                       |      |            | 上田大樹     |
| 3.  | 「波風サテライト」                                       |      |            | 上田大樹     |
| 4.  | 「旅人ビギナー」                                         |      |            | 上田大樹     |
| 5.  | 「solar wind」                                           |      |            | nicographics |
| 6.  | 「Bye-Bye × Hello」                                      |      |            | nicographics |
| 7.  | 「天気予報」                                             |      |            | 福居英晃]    |
| 8.  | 「奇跡 (EQ Version)」                                    |      |            | 福居英晃     |
| 9.  | 「ナツカゼ」                                             |      |            | 青木亮二     |
| 10. | 「波風サテライト」(若若男女サマーツアー '08 at JCB HALL) |      |            | 青木亮二     |

## 曲の解説
シングル曲や既出曲の詳細は各項目を参照。
1. 天気予報
6thシングル。
2. レコード (SNOWKEL SNORKEL mix)
1stアルバム『SNOWKEL SNORKEL』収録曲で、元々はミニ・アルバム『ソラカラフル』収録曲のリミックスバージョン。
3. ナツカゼ
8thシングル。アルバム初収録。
4. 大きな水たまり
1stシングル、メジャーデビューシングル。
5. 一筋縄
未発表新曲。
詞はチャットモンチーの橋本絵莉子によるもので、シュノーケルのオリジナル曲で西村が作詞を手がけていない唯一の楽曲である。リリース前に「rockin'on presents COUNTDOWN JAPAN 08/09」で新曲として披露された[4]。
発売に先駆け、2009年8月7日に放送された『MIXUP』（TBSラジオ）で初放送された[5]。
6. ラプソディ
スプリット・シングル『A SIDE SPLIT Vol.2 〜water field〜』収録曲。シュノーケル関連の作品には初収録。
7. 波風サテライト
2ndシングル。
8. 空穴
ミニ・アルバム『ソラカラフル』収録曲。
9. Bye-Bye × Hello
5thシングル。
10. 蛍
未発表新曲で、J SPORTS『野球好きニュース』挿入曲。
2008年に行われた全国ツアー『EQ Tour』で未発表曲として演奏された[3]。
発売に先駆け、2009年7月17日に放送された『MORNING JAM』（FM FUKUOKA）で初放送された[6]。
11. 100,000hp
1stアルバム『SNOWKEL SNORKEL』収録曲。
12. solar wind
4thシングル。
13. 旅人ビギナー
3rdシングル
14. 奇跡 (EQ Version)
7thシングルで、2ndアルバム『EQ』に収録のアルバム・バージョン。
15. エスパー
1stアルバム『SNOWKEL SNORKEL』収録曲
16. 無能の人 (from the e.p "snowkel")
自主制作盤『シュノーケル』収録曲。本作で最も古い楽曲。

## 参加ミュージシャン
- 西村晋弥：ボーカル、ギター
- 香葉村多望：ベース、コーラス
- 山田雅人：ドラムス、コーラス
- 河野圭：キーボード・プログラミング（＃5,13,15）
- tasuku：プログラミング（＃11,12,14）
- 奥野真哉（SOUL FLOWER UNION）：オルガン（＃1）、キーボード（＃6）
- 皆川真人：キーボード（＃2,8）
- 十川知司：アコースティックピアノ（＃7）、キーボード（＃4）、プログラミング（＃7,4）
- 阿部尚徳：プログラミング（＃9）
- 伊藤隆博：アコースティックピアノ（＃9）
- 竹内純ストリングス：ストリングス（＃9）
- 斎藤有太：アコースティックピアノ（＃14）